# Whataupoko
Whataupoko est une banlieue centrale de la cité de Gisborne située dans l’Île du Nord de la Nouvelle-Zélande.

## Situation
Elle est localisée au nord-est du centre d’activité et d’affaires de la cité  de Gisborne
Elle est bordée par le centre de la cité et les banlieues de Kaiti et Mangapapa.

## Toponymie
Le nom de la ville dérive du terme Maori 'Whata', signifiant :élever, supporter, amener à un niveau élever ou  hang; et 'Upoko',signifiant la 'tête'.
Ceci a souvent été considéré comme faisant référence à la pratique tribale de présenter la tête des opposants vaincus mais c’est une  attribution erronée, basée sur l’idée de la  primauté et la sauvagerie noble des Māori qui vient des hypothèses des nouveaux venus. 
Une autre théorie mise en avant par les résidents locaux est que  'Whata' et 'Upoko' signifient la tête haute  ou un point élevé  ou un chef important. 
Bien sur ce point est le centre de la cité, de la région, et le centre de la banlieue est toujours le siège du gouvernement local et des maisons les plus anciennes .

## Démographie
Whataupoko, comprenant les zones statistiques de Whataupoko East et Whataupoko West, avait une population de 3.864 résidents selon le recensement de 2018 en Nouvelle-Zélande, en augmentation de 204 personnes (soit 5.6 %) depuis le recensement de 2013 en Nouvelle-Zélande et en augmentation de 156  personnes (soit 4.2 %) depuis le  recensement de 2006 en Nouvelle-Zélande. 
Il y avait 1485 logements et on comptait 1857 hommes et 2001 femmes, donnant ainsi un sexe-ratio de 0,93 homme pour une femme, avec 819 personnes (soit 21,2 %) âgées de moins de  15  ans, 609 personnes (soit 15,8 %) âgées de  15 à 29 ans, 1719 personnes (soit 44,5 %) âgées de 30 à 64 ans et 714 personnes (18,5  %) âgées de 65 ans ou plus.
L’ethnicité était pour 81,4 % européens/Pākehā, 28,0 % Māori, 2,3 % personnes du Pacifique , 4,0 % d’origine asiatique  et 1,6 % d’une autre ethnicité (le total fait plus de 100 % dans la mesure où les personnes peuvent s’identifier de plusieurs ethnicités selon leur parenté).
La proportion de personnes nées outre-mer était de 16,4 %, comparée avec les 27,1  %  au niveau national.
Bien que certaines personnes objectent de donner leur religion, 53,2 % n’ont aucune religion, 35,2 % sont chrétiens, 0,5 % sont hindouistes, 0,1 % sont musulmans 0,5 % sont  bouddhistes et 3,0 % ont une autre religion.
Parmi ceux de moins de 15 ans d’âge, 696 personnes ( soit 22,9 %) ont un niveau de licence ou un degré supérieur et 438 personnes (soit 14,4 %) n’ont aucune qualification formelle. 
Le statut d’emploi de ceux de plus de 15 ans est pour 1548 personnes (50,8 %) employées à plein temps, pour 519 personnes (17,0  %) sont à temps partiel et 78 personnes (2,6 %) sont sans emploi.
| Nom              | Population | foyers | âge médian | revenus médians |
| ---------------- | ---------- | ------ | ---------- | --------------- |
| Whataupoko East  | 1812       | 678    | 42,8 ans   | 38,600 $        |
| Whataupoko West  | 2052       | 807    | 41,4       | 30,100 $        |
| Nouvelle-Zélande |            |        | 37,4 ans   | 31,800 $        |

## Parcs
La reserve Whataupoko inclut une zone de promenade pour chiens et un chemin de marche ainsi qu’un parcours de «mountain-bike».
Le parc Waiteata a une zone de pique-nique et un secteur de jeux d’enfants .
Il y a aussi plusieurs parcs locaux dans le secteur, qui permettent la promenade des chiens en laisses: les secteurs  de : Ballance Street Reserve, Fox Street Reserve, Grant Road Reserve, Hall Street Reserve et Sheehan Street Reserve.

## Éducation
L’école «Gisborne Central School» est une école primaire publique, mixte, allant de l’année 1 à 6  avec un effectif de 375 élèves en mars 2021, . 
L’école fut fondée en 1872.